# Pheidologeton schossnicensis
Pheidologeton schossnicensis é uma espécie de formiga do gênero Pheidologeton, pertencente à subfamília Myrmicinae.